# Nowa Brda
Nowa Brda este o arie protejată (sit de importanță comunitară — SCI) din Polonia întinsă pe o suprafață de 10.020,88 ha, integral pe uscat.

## Localizare
Centrul sitului Nowa Brda este situat la coordonatele 53°53′27″N 17°12′11″E / 53.8909°N 17.2031°E.

## Înființare
Situl Nowa Brda a fost declarat sit de importanță comunitară în octombrie 2009 pentru a proteja 3 specii de plante și 1 specie de animale.

## Biodiversitate
Situată în ecoregiunea continentală, aria protejată conține 14 habitate naturale: Ape oligotrofe din câmpii nisipoase, cu un conținut foarte redus de minerale (Littorelletalia uniflorae), Ape puternic oligomezotrofe cu vegetație bentonică cu Chara spp., Lacuri eutrofice naturale cu vegetație de tip Magnopotamion sau Hydrocharition, Lacuri și iazuri distrofice naturale, Cursuri de apă de la nivel de câmpie la nivel montan, cu vegetație Ranunculion fluitantis și Callitricho-Batrachion, Fânețe de joasă altitudine (Alopecurus pratensis, Sanguisorba officinalis), Turbării active, Mlaștini oligotrofe degradate, capabile încă de regenerare naturală, Mlaștini turboase de tranziție și turbării mișcătoare, Mlaștini alcaline, Păduri de fag Luzulo-Fagetum, Mlaștini împădurite, Păduri aluvionare cu Alnus glutinosa și Fraxinus excelsior (Alno-Padion, Alnion incanae, Salicion albae), Păduri central-europene de pin scoțian cu licheni.
La baza desemnării sitului se află mai multe specii protejate:
- plante (3): Hamatocaulis vernicosus, Luronium natans, ochii-șoricelului (Saxifraga hirculus)
- mamifere (1): lupul (Canis lupus)